# Parc national d'Østmarka
Le parc national d'Østmarka est un parc national norvégien créé en 2023 qui couvre 54 km2, situé dans les municipalités de Rælingen, Lørenskog et Enebakk, dans le centre de la zone forestière d'Østmarka, dans le comté d'Akershus. Le parc national comprend l'ancienne réserve naturelle d'Østmarka (18 km2) et 2,5 km2 de la zone de loisirs de plein air de Spinneren (3,5 km2). Le parc a été créé « pour préserver la nature elle-même et pour s’assurer qu’à l’avenir, la population ait accès à une nature plus intacte pour les loisirs, les loisirs de plein air et l’activité physique ».
Le parc national se compose principalement de forêts, avec une topographie variée et des  marais, des lacs et cours d'eau, ainsi que des sites culturels.

## Histoire
La municipalité d'Oslo est devenue propriétaire de la zone forestière en 1965, et la zone était déjà administrativement protégée. La réserve naturelle d’Østmarka a été créée par décret royal le 21 décembre 1990 et agrandie le 13 décembre 2002. Le parc national la remplaçant a été créé le 10 novembre 2023. 
La proximité de la capitale permet de rejoindre le parc national d’Østmarka en bus et en tramway depuis le centre-ville d’Oslo.

## Description
Le paysage est vallonné avec de nombreuses vallées marquées, et il y a à la fois de petits étangs et de grands lacs. L'altitude varie de 200 à 368 mètres au-dessus du niveau de la mer, avec Tonekollen comme plus haut sommet (368 m). Les types de végétation changent avec le terrain. Plus de 20 biotopes clés ont été enregistrés, qui sont particulièrement importants car ils contiennent des types d'habitats ou des espèces rares.
La faune est abondante. En plus des orignaux et des chevreuils, il y a aussi des castors et des lynx, et parfois des loups.